# Anneliese Zachow
Anneliese Zachow (* 3. August 1947 in Hagen/Westfalen) ist eine deutsche Politikerin (CDU).

## Ausbildung und Beruf
Nach ihrem Abitur 1966 in Bad Oldesloe studierte sie Pharmazie in Bamberg und in Braunschweig. Nach dem Staatsexamen unterrichtete sie an einer Berufsschule für Pharmazie in Braunschweig. Danach war sie kurzzeitig als Apothekerin tätig.
Sie ist Mitglied des politischen Beirates der Arbeitsgemeinschaft Wasserwerke Niedersachsen und Schleswig-Holstein e. V. und Mitglied des Umweltrates der Niedersächsischen Lottostiftung.

## Politik
Zachow ist Mitglied der CDU seit 1972. Von 1990 bis 2008 gehörte sie dem Niedersächsischen Landtag an. Dort war sie  Schriftführerin im Präsidium des Landtages und Vorsitzende des Arbeitskreises Umwelt. Sie war Mitglied im Ausschuss für Umweltfragen und stellvertretendes Mitglied im Ausschuss für Soziales, Frauen, Familie und Gesundheit.
Zachow war langjährig kommunalpolitisch tätig und gehörte dem Rat der Stadt Wolfsburg und dem Ortsrat Hattorf-Heiligendorf an.

## Privates
Zachow ist verheiratet und hat zwei Kinder.